# 黒あし病
ジャガイモ黒あし病（じゃがいもくろあしびょう）は、ジャガイモの病害の一つ。Pectobacterium属 (Erwinia属)の黒あし病菌によって引き起こされる細菌病である。

## 病徴
病原菌は塊茎に伝染し、腐敗を引き起こす。腐敗部分は空気に触れると黒変する。罹病塊茎を植えつけた場合、腐敗の激しいものは不萌芽となるが、腐敗が部分的な場合、健全部からは芽が伸びて萌芽するが、腐敗の進行により、病原菌は着生部より茎に侵入して維管束を冒す。このため罹病茎は生育が遅くなり、病状が進行すると、葉全体に萎凋症状を呈する。この状況になると、外部から容易に判別できるが、すでに茎の基部は黒変腐敗し、茎のかなり上部まで病原菌が侵入して維管束の褐変が起こっている場合が多い。最終的には、維管束内における菌の急激な増殖により1～2日で枯れあがる。ジャガイモの主産地である北海道では、黒あし病の発生は気候が冷涼な6月から7月上旬にかけてが主で、8月に入ってから新たに発病株が見つかることはない。

## 病原菌
- Pectobacterium carotovorum subsp. carotovorum

（旧名：Erwinia carotovora subsp. carotovora）の1系統菌
- Pectobacterium atrosepticum

（旧名：Erwinia carotovora subsp. atroseptica）
- Dickeya dianthicola

（旧名：Erwinia chrysanthemi）
上記3種が確認されている。なお、これら病原菌は細菌学的性質や遺伝子レベルで差異が認められるが、引き起こされる病徴は同じである。同じくジャガイモの細菌病である軟腐病もP. carotovorum subsp. carotovorum（E. carotovora subsp. carotovora）を病原菌とするが、病原菌の系統が異なるために病徴や感染経路も異なり、別の病気である。黒あし病の発生時期が6月から7月上旬にかけてで、病原菌が種いもから茎へ移行することにより上記黒あし症状を呈するのに対し、軟腐病の主な発生は8月であり、土壌から接地小葉を介して感染し、主に茎葉に軟化腐敗を引き起こす。軟腐病の末期症状では、黒あし病と類似した症状を呈することもある。

## 感染経路
主に、塊茎を介して伝染する。黒あし病菌が感染した種いもを植え付けると、その一部が発病し、新生塊茎に感染する。その経路は2通りあり、発病茎に着生した新生塊茎にストロン経由で感染する経路と、発病部位から病原菌が土壌中に放出されその周辺の新生塊茎を汚染し感染する経路とがある。感染した塊茎は、一部は貯蔵中に腐敗し、健全に見える塊茎でも翌年種いもとして使用されると一部が発病し、次年度の感染原因となる。また、一般に種いもは増殖倍率をあげるために、1/2ないし1/4に切断して使用するが、この際に感染塊茎から健全塊茎に感染するという人的な感染経路も存在する。

## 防除
- 塊茎を介して伝染することから、健全な種いもを植え付けることが最も重要である。
- 発生が確認された場合はすみやかに発病株を抜き取り、処理する。
- 発生圃場から収穫した塊茎は、風乾などのキュアリングをしっかり行うことで、次年度の発生率を低下させることができる。
- 種いもの消毒を行う。
- 種いも切断による感染防止のため、使用する切断刀を切断ごとにケミクロンG（次亜塩素酸カルシウム）の水溶液に浸漬させる。